# ده‌سرخ (مشهد)
ده‌سرخ (مشهد)، روستایی از توابع بخش احمدآباد شهرستان مشهد در 45 کیلومتری مشهد در استان خراسان رضوی ایران است.

## جمعیت
این روستا در دهستان سرجام قرار دارد و بر اساس سرشماری مرکز آمار ایران در سال ۱۳۸۵، جمعیت آن ۵۷۰ نفر (۱۶۲خانوار) بوده‌است. جمعیت ذکر شده مربوط به ساکنین دائمی هستند و در حدود ۱۵۰ نفر در تابستان به جمعیت ساکن برای کارهای کشاورزی اضافه می‌شوند.

## تاریخچه
ده سرخ روستایی سردسیر و سرسبز است که بیش از دو هزار سال از حضورش سپری شده است. این روستای دل‌نواز توانست در ۱۲۰۰ سال پیش از امروز پذیرای قدم‌های امام رضا (ع) باشد. شیخ صدوق در مورد ماجرای ورود ایشان به روستای دهسرخ در سفری که مقصدش توس بوده است و آخرین سفر حضرت محسوب می‌شود اینگونه روایت کرده‌اند:
کاروانیان وارد روستای قریه الحمراء شدند. به آن جناب عرض شد ظهر شده آیا نماز می‌خوانید؟ امام از مرکب فرود آمد و فرمود: «آبی برایم بیاورید.» گفتند: «یا ابن رسول‌ا… آبی با ما نیست.» حضرت با دست خویش زمین را بسود، آبی پدید آمد که خود و اصحابش که با او بودند، بدان وضو ساختند و در تخت‌گاهی کنار آن نماز گذاردند.
در حال حاضر همین نقطه به عنوان زیارتگاهی باقی مانده است. این زیارتگاه میزبان اصلی مهمانان روستای دهسرخ به شمار می‌رود چون غیرممکن است گردشگران وارد این روستا بشوند و به سمت زیارتگاه رهسپار نشوند و به زیارت در آن نپردازند. قریة‌الحمراء که در نقل قول ذکر شده است به زبان فارسی به معنای دهسرخ است. این چشمه در آثار دیگری از سفرنامه‌ها نیز مورد توجه قرار گرفته است. از آن جمله می‌توانیم به سفرنامۀ ناصرالدین قاجار اشاره کنیم که در آن آمده است: این چشمه، با نام چشمه رضا شناخته می‌شود و هشت زوج ملک را مشروب می‌نماید. آب‌چشمه‌اش زمستان و تابستان گرم است. مردم هر سال در آنجا قربانی‌ها می‌کنند و هر کس مرضی داشته باشد از برکت امام رضا (ع) شفا می‌یابد. رعیتش ۲۰ خانوار و املاکش هشت زوجست.

## آب و هوا
این روستا در منطقه سردسیر واقع شده است. در بیشتر ماه های سال هوایی خنک دارد و ساکنین فقط در فصل تابستان از وسایل سرمایشی استفاده میکنند. در سال های دور میزان آب موجود در این روستا زیاد بود به طوری که دارای چشمه ای آب شرب متعددی بود اما در سالیان اخیر بخاطر خشکسالی های پی در پی تقریبا تمامی چشمه ها خشک شده و مقداری از باغات نیز از بین رفته است.